# Aleksandr Lastin
Aleksandr Lastin (en rus: Александр Ластин); Jeleznovodsk, 30 de novembre de 1976 - 23 de gener de 2015) va ser un jugador d'escacs rus, que va guanyar el títol de Gran Mestre el 1997. El 2002 fou Campió de Rússia. Entre l'octubre de 2000 i el juliol de 2004 va estar en el top-100 mundial, i després d'un parèntesi, hi va tornar el juliol de 2008.
Tot i que es troba pràcticament inactiu des de juny de 2014, a la llista d'Elo de la FIDE de l'octubre de 2015, hi tenia un Elo de 2518 punts, cosa que en feia el jugador número 129 de Rússia. El seu màxim Elo va ser de 2659 punts, a la llista de gener de 2010 (posició 67 al rànquing mundial).
|  |

## Resultats destacats en competició
Lastin va obtenir nombroses victòries en torneigs russos entre els anys 1995-2000, i bones classificacions al Campionat de Rússia, inclòs un 4t lloc a Elistà 1996 darrere d'Aleksandr Khalifman, Aleksei Dréiev i Semen Dvoirys, un 2n lloc rere Piotr Svídler a Elista 1997, un 3r lloc el 1999 (torneig per sistema k.o.; el campió fou Konstantín Sakàiev), 2n darrere d'Aleksandr Motiliov a Elista 2001, i finalment campió a Krasnodar 2002.
El 1999 empatà als llocs 3r-11è al fort Memorial Txigorin de Sant Petersburg, (els guanyadors foren Aleksandr Grisxuk i Serguei Vólkov)
Va prendre part al Campionat del món de la FIDE de 2002, però fou eliminat a la segona ronda per Zhang Zhong.
D'altres resultats notables que obtingué foren el 1r lloc (ex aequo amb Ievgueni Naier a l'obert de Sant Petersburg 300 (2003), el primer lloc al VK Doroshkevich Memorial Open de Belorechensk el 2007, primer lloc a l'Open de Moscou 2006 (amb una performance de 2.810) i segon, rere Artiom Timoféiev a l'Open de Moscou de 2008. El 2009 va guanyar el Memorial Doroshkevicha a Belorechensk (Krasnodar).

## Partides notables
Campionat d'escacs de Rússia de 2009, 4a ronda
Ian Nepómniasxi (2632) vs. Aleksandr Lastin (2648)
1.e4 c6 2.d4 d5 3.exd5 cxd5 4.c4 Cf6 5.Cc3 e6 6.Cf3 Ab4 7.cxd5 Cxd5 8. Dc2 Cc6 9.a3 Ae7 10.Ad3 Af6 11.Ae3 h6 12.Ce4 Da5+ 13.Re2 O-O 14.Tac1 Ad7 15.Cc5 Dc7 16.Dd2 Tfd8 17.Ab1 Ae8 18.Dd3 Cf4+ 19.Axf4 Dxf4 20.Dh7+ Rf8 21.Cd3 Cxd4+ 22.Cxd4 Dxd4 23.Tc7 Td7 24.Thc1 Tad8 25.Rf1 Dd6 26.Txd7 Axd7 27.Rg1 Ab5 28.Td1 Axb2 29.h3 Af6 30.Cb2 Dc7 31.Txd8+ Dxd8 32.Ad3 Ac6 33.Cc4 Dd4 34.Af1 Dc5 35.Dh8+ Re7 36.Dc8 Ad4 37.Dc7+ Ad7 38.Dxb7 Axf2+ 39.Rh1 Ag3 40.Db2 f6 41.Cd2 Ac6 42.Cf3 Df2 43.Db4+ Ad6 0-1